# 米哈伊爾·普羅霍羅夫
米哈伊爾·德米特里耶維奇·普羅霍羅夫（俄语：Михаи́л Дми́триевич Про́хоров；1965年5月3日—）是俄罗斯富豪及從政者。他曾經是美國NBA籃球隊布鲁克林篮网的老闆。

## 生平
普羅霍羅夫的個人資產一度多達195億美元，後因2008年金融危機影響而下降至100億美元以下。2011年12月，普羅霍羅夫宣佈參選2012年俄罗斯总统选举。他在次年選舉得票排第三位，得票率接近8%。